# Larvapora mawsoni
Larvapora mawsoni är en mossdjursart som först beskrevs av Livingstone 1928.  Larvapora mawsoni ingår i släktet Larvapora och familjen Cellariidae. Inga underarter finns listade i Catalogue of Life.